# Dagmar Havlová

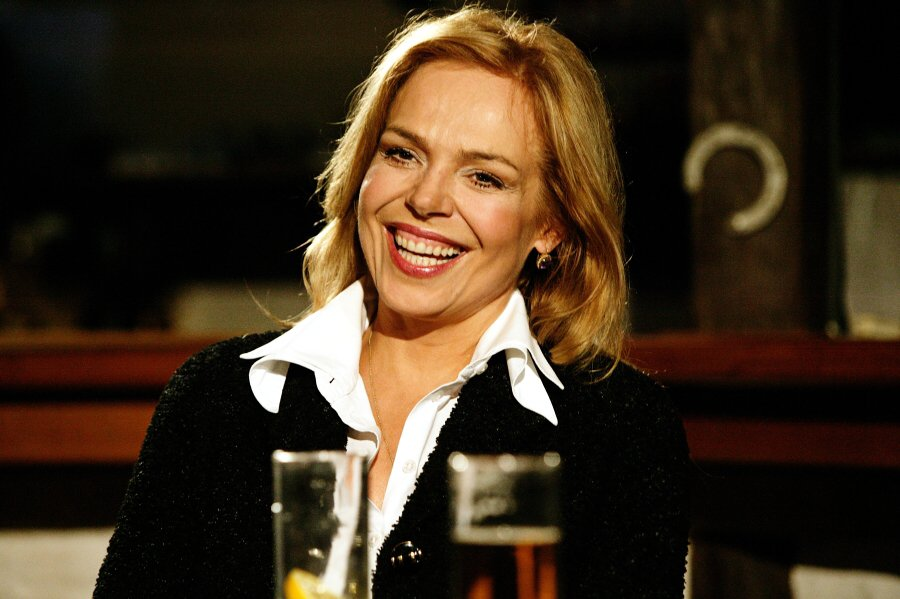
Dagmar Havlová

Dagmar Veškrnová-Havlová (* 22. März 1953 in Brünn) ist eine tschechische Schauspielerin. Sie ist die Witwe von Václav Havel, den sie 1997 geheiratet hatte.

## Leben
Veškrnová war u. a. Mitglied des Schauspielensembles des tschechoslowakischen Fernsehens. Zwischen 1997 und 2005 hatte sie keine Theaterengagements, kehrte dann aber ans Prager Nationaltheater zurück. Aus erster Ehe hat Dagmar Havlová eine Tochter.

## Filmografie (Auswahl)
- 1974: Die Porzellanmädchen (Holky z porcelánu)
- 1974–1979: Die Kriminalfälle des Majors Zeman (30 případů majora Zemana)
- 1978: Hejkal
- 1978–1981: Das Krankenhaus am Rande der Stadt (Nemocnice na kraji města)
- 1981: Der Autovampir (Upír z Feratu)
- 1983: Die Besucher (Návštěvníci)
- 1986: Die Tintenfische aus dem zweiten Stock (Chobotnice z II. patra)
- 1992: Das Erbe oder: Fuckoffjungsgutntag (Dědictví aneb Kurvahošigutntag)